# Rita Jolivet
Rita Jolivet, nome completo Marguerite Lucile Jolivet (Parigi, 1890 – Nizza, 2 marzo 1971), è stata un'attrice britannica del cinema muto.
Famosa attrice dei primi del Novecento, fu una dei sopravvissuti più celebri dell'affondamento del Lusitania.

## Biografia

### Origini e carriera attoriale
Di padre statunitense, Charles Eugene Jolivet (1840–1920), e madre francese, Pauline Hélène Vaillant (1857–1957), crebbe e studiò a Parigi. Molti dei suoi antenati erano rinomati cantanti, mentre sua sorella minore Inez divenne una famosa violinista. Nel 1908 si sposò col Alfred Charles Stern, ma l'unione presto fallì e i due divorziarono.
Cominciò a recitare da ragazzina per il produttore teatrale William Poel, interpretando le opere di William Shakespeare. Affermatasi infine come popolare attrice teatrale nel suo paese, negli anni 1910 interpretò vari spettacoli di successo a Broadway grazie al sodalizio col produttore Charles Frohman. Con l'ascesa del cinema muto decise di cambiare medium di recitazione e nel 1914 si recò in Italia, ingaggiata dall'Ambrosio Film. Per la casa cinematografica torinese fu interprete di un discreto numero di pellicole, tra le quali Teodora (1922) e Messalina (1923).

### Affondamento delLusitania
Allo scoppio della prima guerra mondiale Rita Jolivet si trovava in Francia, che abbandonò poco dopo per i più sicuri Stati Uniti. Nel 1915, tuttavia, desiderando incontrare il fratello minore Alfred, in procinto di prendere servizio sul fronte occidentale, s'imbarcò sul transatlantico RMS Lusitania per tornare in Europa. Nonostante i timori di un possibile attacco tedesco e i tentativi delle amiche Ellen Terry e Isadora Duncan di convincerla a cambiare nave, Rita Jolivet non modificò il proprio programma.
All'attrice venne assegnata la cabina D-15. Avendo prenotato il viaggio all'ultimo momento, non sapeva che sulla nave viaggiavano anche il cognato George Vernon, marito della sorella Inez, e il suo ex-produttore Charles Frohman, che tentò di convincerla a tornare a recitare per lui. Il 7 maggio 1915, quando ormai il Lusitania era in vista delle coste dell'Irlanda, il bastimento venne colpito da un siluro tedesco. Al momento dell'impatto Rita Jolivet si trovava indisposta nella propria cabina; nonostante l'immediata forte inclinazione della nave, riuscì ad indossare il proprio giubbotto salvagente e ad uscire sul ponte, dove si ricongiunse col cognato, Frohman e un altro conoscente, il capitano Alick Scott. Fu l'ultima persona a vedere in vita il produttore teatrale, riportando in seguito le sue ultime parole (in realtà una citazione di Peter Pan, uno dei suoi spettacoli preferiti): «Perché temere la morte? È la più bella avventura della vita».
Quando il Lusitania affondò, Rita e i compagni furono scaraventati con violenza in acqua; Frohman, Scott e il cognato annegarono, e solo i corpi di Vernon e Frohman vennero in seguito recuperati. L'attrice riuscì invece ad aggrapparsi ad una scialuppa alla deriva, venendo poi tratta in salvo da una nave di passaggio. Fu inoltre una dei pochi passeggeri a dichiarare di aver scorto in lontananza l'U-20, il sottomarino responsabile dell'affondamento della nave.
La sorella Inez, caduta in depressione per la morte del marito nella catastrofe, si suicidò pochi mesi più tardi. Rita Jolivet fu sempre riluttante a parlare della propria esperienza sul Lusitania, non esitando a dare anche risposte ostili a chi gliene domandava.

### Ultimi anni
Dopo il 1915 continuò la propria carriera attoriale, anche se la morte di Frohman l'aveva privata del suo principale sostegno nel settore artistico, mandandola quindi in una spirale discendente. Si sposò una seconda volta con l'aristocratico italiano Giuseppe De Cippico, ritirandosi per un breve periodo a Venezia e annunciando l'abbandono della carriera recitativa. L'intenzione tuttavia prestò sfumò, così come il matrimonio con De Cippico, che si concluse con un divorzio nel giro di poco tempo.
Dal 1916 fu a Hollywood e partecipò a diversi film americani, tra cui Lest We Forget (1918), drammatizzazione della sua esperienza sul Lusitania. Il film riscosse un enorme successo, anche grazie alla devoluzione in beneficenza della maggior parte dei guadagni da parte della stessa Jolivet e del marito De Cippico.
Negli anni venti fece ritorno in Francia, e la sua ultima apparizione fu nel film Phi-Phi (1926), diretta da Georges Pallu. Ritiratasi dalle scene, si dedicò all'attività di giornalista cinematografica. Era rimasta in contatto con numerosi sopravvissuti del Lusitania; una di essi, Beatrice Whiterbee, che aveva perso la madre e il figlio nell'affondamento, era divenuta una sua cara amica e si era trasferita nella sua residenza inglese, sposando anche suo fratello Alfred nel 1919. Nel 1928 Rita Jolivet si sposò per la terza volta con James Bryce-Allan.
Passò gli anni della vecchiaia viaggiando per l'Europa. Morì nel 1971 a Nizza, dopo essersi rotta l'anca tentando di ballare una giga. Essendo sempre stata riservata sulla propria età, sul letto di morte dichiarò «Ho solo settantasette anni!», mentre in realtà ne aveva ottantuno.

## Filmografia parziale

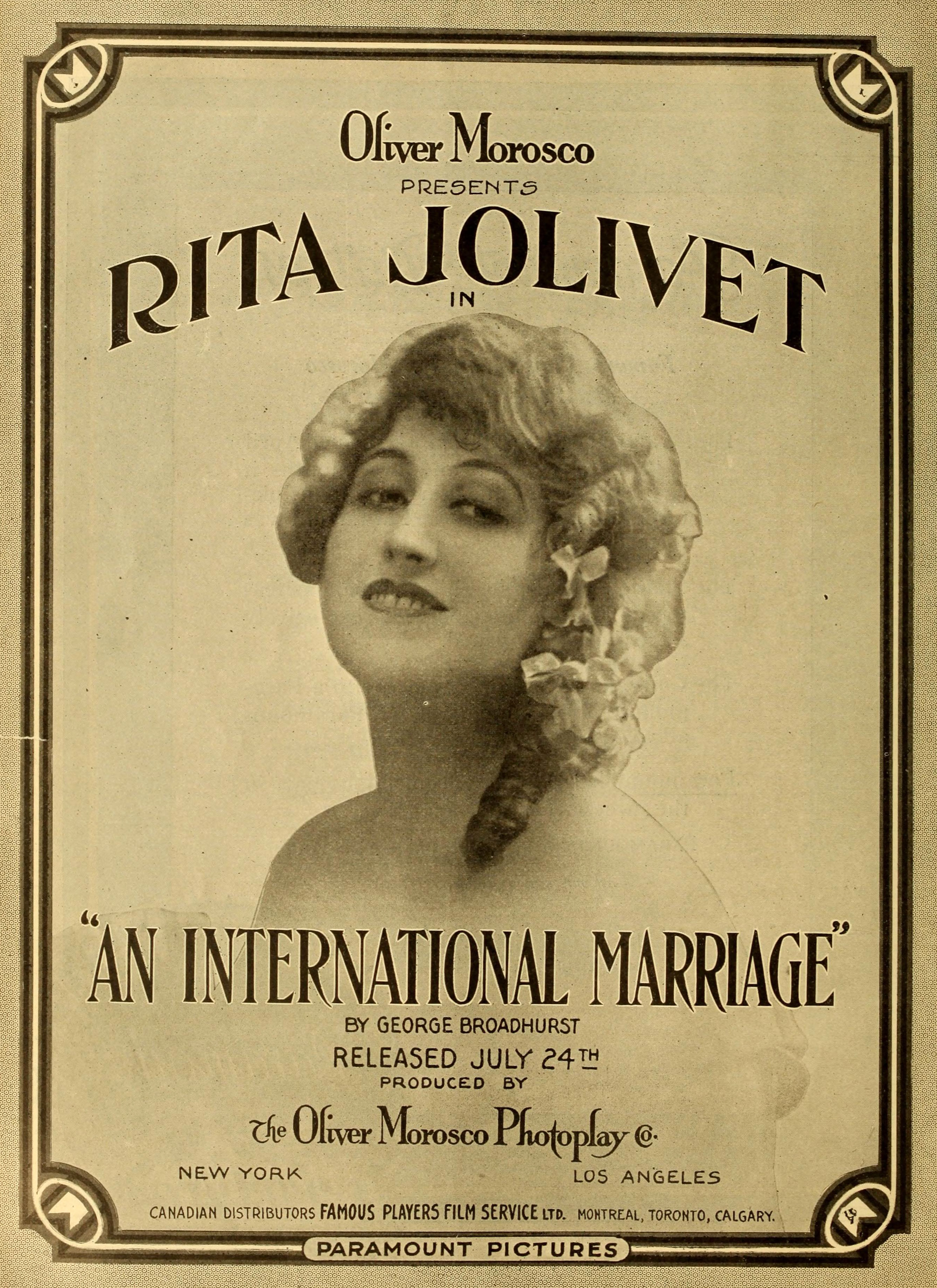
An International Marriage (1916)

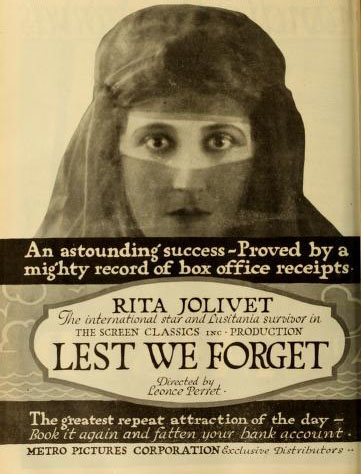
Lest We Forget (1918)

- Fata Morgana, regia di Eduardo Bencivenga (1914)
- The Unafraid, regia di Cecil B. DeMille (1915)
- L'onore di morire, regia di Eduardo Bencivenga (1915)
- Cuore ed arte, regia di Eduardo Bencivenga (1915)
- Monna Vanna, regia di Mario Caserini (1916) - non accreditata
- Zvani, regia di Gino Zaccaria (1916)
- L'ultima rappresentazione di gala del Circo Wolfson, regia di Alfred Lind (1916)
- La mano di Fatma, regia di Gino Zaccaria (1916)
- Love's Sacrifice, regia di William H. Clifford (1916)
- An International Marriage, regia di Frank Lloyd (1916)
- Her Redemption (1916)
- National Red Cross Pageant regia di Christy Cabanne (1917)
- Lest We Forget, regia di Léonce Perret (1918)
- Confessione suprema (The Bride's Confession), regia di Ivan Abramson (1921)
- Teodora, regia di Leopoldo Carlucci (1922)
- Messalina, regia di Enrico Guazzoni (1923)

## Spettacoli teatrali
- Kismet (Broadway, 25 dicembre 1911)
- Where Ignorance Is Bliss  (Broadway, 3 settembre 1913)
- A Thousand Years Ago (Broadway, 6 gennaio 1914)
- What It Means to a Woman (Broadway, 19 novembre 1914)
- Mrs. Boltay's Daughters (Broadway, 23 ottobre 1915)